# Deux Mères (film, 1957)
Pour les articles homonymes, voir Deux Mères.
Pour plus de détails, voir Fiche technique et Distribution.
Deux Mères (Zwei Mütter) est un film dramatique est-allemand réalisé par Frank Beyer, sorti en 1957.
Il s'agit d'une adaptation du Cercle de craie caucasien (Der kaukasische Kreidekreis) de Bertolt Brecht.

## Fiche technique
- Titre original : Zwei Mütter ou Das Kind der Anderen ou Der oberpfälzische Kreidekreis
- Titre français : Deux Mères[2]
- Réalisateur : Frank Beyer
- Scénario : Leonie Ossowski, Wolfgang Ebeling
- Photographie : Otto Merz
- Montage : Ruth Moegelin
- Musique : Joachim Werzlau (de)
- Sociétés de production : Deutsche Film AG
- Pays de production :  Allemagne de l'Est
- Langue de tournage : allemand
- Format : Noir et blanc - 1,37:1 - Son mono - 35 mm
- Durée : 87 minutes (1h27)
- Genre : Film dramatique
- Dates de sortie :
  - Allemagne de l'Est : 28 juin 1957
  - Hongrie : 12 décembre 1957

## Distribution
- Françoise Spira : Madelaine
- Helga Göring : Hedwig
- Ruth Wacker : Jutta
- Wilhelm Koch-Hooge (de) : Dr Weller
- Kurt Oligmüller (de) : Dollmann